# René Auberjonois
René Murat Auberjonois (New York (New York), 1 juni 1940 – Los Angeles (Californië), 8 december 2019) was een Amerikaans acteur.
Auberjonois is bekend geworden door zijn rol als "Father Mulcahy" in de verfilmde versie van M*A*S*H en door vele rollen in langlopende televisieseries, zoals Benson, Star Trek: Deep Space Nine (waarin hij "Odo" speelde) en Boston Legal. Auberjonois sprak de stem in van Chef Louis in de Disney animatiefilm The Little Mermaid uit 1989. Ook speelde hij in de film The Patriot uit 2000.
Auberjonois' moeder was Laure Murat, een nazaat van Carolina Bonaparte, de jongste zus van Napoleon Bonaparte, gehuwd met Joachim Murat, napoleontisch koning van Napels van 1808 tot 1815.
Op 8 december 2019 overleed Auberjonois op 79-jarige leeftijd aan longkanker.